# Kim Yung-kil
Kim Yung-kil (* 29. Januar 1944) ist ein ehemaliger nordkoreanischer Fußballspieler. Er wurde als Abwehrspieler eingesetzt und stand im Kader der nordkoreanischen Mannschaft bei der Weltmeisterschaft 1966 in England, wo er die Trikotnummer 19 trug. In seiner Heimat soll er zudem noch beim Pyongyang City Sports Club aktiv gewesen sein.